# صبا سومخ
صبا سومخ (فارسی: صبا سومخ؛ زادهٔ ۱۹۷۶) یک دانشمند و نویسنده یهودیتبار ایرانی-آمریکایی است.

## زندگی‌نامه
صبا در سال ۱۹۷۶ در تهران و در یک خانوادهٔ یهودی فارسی‌زبان زاده شد. او فرزند حمید و منیژه سومخ است و خواهرش؛ بهار سومخ نیز از بازیگران هالیوود می‌باشد. این خانواده در سال ۱۹۷۸ در پی وقوع انقلاب ۱۳۵۷ ایران به لس آنجلس مهاجرت کردند.